# Таймурзино (Башкортостан)
Таймурзино (баш. Таймырҙа) — село в Дюртюлинском районе Башкортостана, административный 
центр Таймурзинского сельсовета.

## Население
| 2002 | 2009 | 2010 |
| ---- | ---- | ---- |
| 571  | ↗652 | ↗661 |

Согласно переписи 2002 года, преобладающая национальность — татары (81 %).

## Географическое положение
Расстояние до:
- районного центра (Дюртюли): 12 км,
- ближайшей ж/д станции (Буздяк): 106 км.

## Религия
В селе есть мечеть.